# Municipio de Linton (Ohio)
El municipio de Linton (en inglés: Linton Township) es un municipio ubicado en el condado de Coshocton en el estado estadounidense de Ohio. En el año 2010 tenía una población de 646 habitantes y una densidad poblacional de 6,84 personas por km².

## Geografía
El municipio de Linton se encuentra ubicado en las coordenadas 40°11′5″N 81°45′40″O / 40.18472, -81.76111. Según la Oficina del Censo de los Estados Unidos, el municipio tiene una superficie total de 94.47 km², de la cual 93,45 km² corresponden a tierra firme y (1,08 %) 1,02 km² es agua.

## Demografía
Según el censo de 2010, había 646 personas residiendo en el municipio de Linton. La densidad de población era de 6,84 hab./km². De los 646 habitantes, el municipio de Linton estaba compuesto por el 96,44 % blancos, el 0,46 % eran afroamericanos, el 0,46 % eran amerindios, el 0,31 % eran asiáticos y el 2,32 % eran de una mezcla de razas. Del total de la población el 0,93 % eran hispanos o latinos de cualquier raza.